# 山路芳久
山路 芳久（やまじ よしひさ、1950年（昭和25年）6月17日 - 1988年（昭和63年）12月19日）は、1970年代から1980年代にかけてヨーロッパの歌劇場で活躍した日本のテノール歌手、音楽教育者。

## 生涯
三重県津市に、警察官の四男（末子）として生まれる。中学生の頃より声楽を学び始め、三重県立津高等学校を経て1969年（昭和49年）東京芸術大学音楽学部に入学した。伊藤亘行、疋田生次郎に師事。
1976年（昭和51年）同大学院を修了した後は二期会に所属した。翌1977年（昭和52年）にイタリア政府給費留学生としてローマ サンタ・チェチーリア国立アカデミアに進学。1978年（昭和53年）ミラノ・スカラ座研究所に入る。マニヨーニ、ファヴァレット、ブラスキに師事。イタリア各地の声楽コンクールでも優秀な成績を収めた。さらにスカラ座のオーディションに日本人男性として初めて合格し、1979年（昭和54年）にロッシーニ『モーゼ』での端役ながらスカラ座にデビューしている。
同年にはウィーン国立歌劇場の専属歌手となり、ヴェルディ『椿姫』アルフレードやドニゼッティ『愛の妙薬』ネモリーノを歌った。世界の著名歌劇場で日本人テノール歌手が専属として主役を歌うのはこの山路が最初であり、日本声楽界にとっての快挙であった。
その後も山路は、上記レパートリーの他、ロッシーニ『セビリアの理髪師』アルマヴィーヴァ伯爵などリリコ・レッジェーロの諸役を中心にウィーンで活躍。1982年（昭和57年）からはミュンヘン国立歌劇場と専属契約し、ヴォルフガング・ザヴァリッシュやカルロス・クライバーらの指揮のもとに世界的な歌手として活躍し、将来を嘱望されていた。
日本にもたびたび帰国し、所属の二期会の公演やリサイタルなどでその美声を聞かせた。1986年（昭和61年）からは二期会を退団、フリーとして藤原歌劇団の公演にも参加した。特に例年、年末12月から1月にかけては日本に戻り、12月はベートーヴェンの『第九』を各都市で歌い、1月に『NHKニューイヤーオペラコンサート』に出演の後ヨーロッパに戻るのを恒例としていた。
元東京芸術大学音楽部声楽科講師。門下生に吉田浩之、榛葉昌寛などがいる。
1988年（昭和63年）は11月12日に津高校同窓会主催で鈴鹿市文化会館の「山路芳久テナーコンサート」に出演。12月 - 1989年1月は例年通りのシーズンとなるはずであった。胸に若干の痛みを訴えていたともいう山路は、12月に組まれた全17回の『第九』の過密スケジュールをこなしていたが、10回目の公演を終えた12月19日、午前中のリハーサルから自宅に戻ったのち、医者に行って診察を受け、薬をもらい、「ちょっと晩御飯ができるまで横になってくる」と二階に上がったのが、その最後の言葉だったという。死因は心筋梗塞であった。38歳没。その唐突な死は日本声楽界にとって衝撃となった。
2004年（平成16年）2月29日午後9時NHK教育テレビの『思い出の名演奏』で山路の歌うドニゼッティ『愛の妙薬』のハイライトが放映されている。
2013年（平成17年）5月にも津リージョンプラザお城ホールにて「山路芳久メモリアルコンサート」が開催された。

## 受賞歴
- 1976年 第7回イタリア声楽コンコルソ・テノール特賞[2]
- 1976年 第12回日伊声楽コンコルソ第1位[10]
- 1976年 第45回日本音楽コンクール声楽の部第3位[11]
- 1976年度 海外派遣コンクール特賞[2]
- 1978年 レッジョ・エミリア国際音楽コンクール第1位[3]
- 1978年 ベミアミーノ・ジーリ国際コンクール第2位[1]
- 1978年 エンナ国際音楽コンクール第1位[3]
- 1978年 マリオ・デル・モナコ国際音楽コンクール第1位[3]
- 1978年 ヴィオッティ国際音楽コンクール第1位[3]
- 1979年 ヴェルディ国際声楽コンクール第2位[1]
- 1984年 ヴェルディ国際声楽コンクール第2位[2]
- 1985年度 第13回ジロー・オペラ賞大賞[12]

## 日本でのオペラ演奏歴
昭和音楽大学オペラ情報センターの記録による。
- 1982年1 - 2月 二期会・モーツアルト『ドン・ジョヴァンニ』ドン・オッターヴィオ
- 1985年8月 欧州音楽年日本実行委員会・マスカーニ『イリス』（日本初演）オオサカ
- 1986年6月 二期会・ドニゼッティ『愛の妙薬』ネモリーノ
- 1986年11月 藤原歌劇団・プッチーニ『妖精ヴィッリ』（日本初演）ロベルト
- 1987年6月 民主音楽協会・ロッシーニ『シンデレラ』ドン・ラミロ
- 1987年10月 二期会・ロッシーニ『セビリアの理髪師』アルマヴィーヴァ伯爵
- 1988年2月 藤原歌劇団・ヴェルディ『椿姫』アルフレード

## 放送
※注記のないものはNHKクロニクルによる。
- 1976年11月3日 NHK-TV 第45回日本音楽コンクール演奏部門受賞者演奏会
- 1980年1月3日 NHK-TV NHKニューイヤーオペラコンサート ドニゼッティ『愛の妙薬』から「人知れぬ涙」
- 1981年1月3日 NHK-TV NHKニューイヤーオペラコンサート チレア『アルルの女』第2幕から「ありふれた話（フェデリコの嘆き）」
- 1982年1月3日 NHK-TV NHKニューイヤーオペラコンサート ドニゼッティ『愛の妙薬』から「人知れぬ涙」
- 1982年8月15日 NHK-TV 芸術劇場 ハイドン『天地創造』指揮：ヴォルフガング・サヴァリッシュ NHK交響楽団
- 1983年1月3日 NHK-TV NHKニューイヤーオペラコンサート リヒャルト・シュトラウス『ばらの騎士』から歌手のアリア「きびしさに胸をよそおい」
- 1984年1月3日 NHK-TV NHKニューイヤーオペラコンサート ドニゼッティ『愛の妙薬』から「人知れぬ涙」[15]
- 1984年1月3日 NHK-TV ジョルダーノ『アンドレア・シェニエ』1981ウィーン国立歌劇場で録画（オーストリア放送協会制作）指揮：ネルロ・サンティ 演出：オットー・シェンク ウィーン国立歌劇場管弦楽団・合唱団 タイトル・ロール：プラシド・ドミンゴ 修道院長（修道僧）：山路芳久
- 1985年12月15日 NHK-TV 芸術劇場 マスカーニ『イリス』1985年8月 欧州音楽年日本実行委員会 日生劇場 指揮：井上道義 演出：粟國安彦 新日本フィルハーモニー交響楽団 タイトル・ロール：松本美和子 オオサカ：山路芳久
- 1986年1月3日 NHK-TV NHKニューイヤーオペラコンサート（曲目不明）
- 1986年8月31日 NHK-TV 芸術劇場 ドニゼッティ『愛の妙薬』1986年6月 二期会 新宿文化センター 指揮：佐藤功太郎 演出：ヤコボ・カウフマン[13] 東京フィルハーモニー交響楽団 アディーナ：番場ちひろ ネモリーノ：山路芳久
- 1986年12月21日 NHK-TV 芸術劇場 プッチーニ『妖精ヴィッリ』1986年11月 藤原歌劇団 新宿文化センター 指揮：星出豊 演出：粟國安彦[13] 新星日本交響楽団 アンナ：東敦子 ロベルト：山路芳久
- 1987年1月3日 NHK-TV NHKニューイヤーオペラコンサート ヴェルディ『リゴレット』より「風の中の羽根のように」[15]
- 1988年1月3日 NHK-TV NHKニューイヤーオペラコンサート（曲目不明）
- 1988年3月6日 NHK-TV 芸術劇場 リスト『ファウスト交響曲』NHKホール 指揮：ベリスラフ・クロブチャール NHK交響楽団 独唱：山路芳久 早稲田大学グリークラブ
- 1988年5月15日 NHK-TV メラニー・ホリディ・イン・トウキョウ 指揮：湯浅卓雄 東京フィルハーモニー交響楽団 メラニー・ホリディ 山路芳久
- 1988年9月15日 NHK-TV N響演奏会 リスト『ファウスト交響曲』（再放送）
- 1997年4月21日 NHK-FM クラシックサロン（曲目不明）
- 1997年4月22日 NHK-FM クラシックサロン（再放送）
- 2000年8月13日 NHK-TV 20世紀の名演奏 第八夜・ニッポンの巨匠たち－拓かれた世界への道（曲目不明）
- 2001年1月1日 NHK-TV 20世紀の名演奏 第八夜・ニッポンの巨匠たち－拓かれた世界への道（再放送）
- 2001年7月6日 NHK-FM おしゃべりクラシック（曲目不明）
- 2001年9月23日 NHK-TV N響アワー（収録日不明）新宿文化センター 指揮：ヴォルフガング・サヴァリッシュ NHK交響楽団 ドニゼッティ『愛の妙薬』から「人知れぬ涙」
- 2004年2月29日 NHK-TV 思い出の名演奏 －テノール歌手山路芳久の「人知れぬ涙」
- 2011年5月22日 NHK-TV N響アワー －生誕200年 フランツ・リストの魔術－ リスト『ファウスト交響曲』（1988年の再放送）
- 2013年6月7日 NHK-FM DJクラシック 錦織健 の『しゃべくりオペラハウス』ー『愛の妙薬』

## ディスコグラフィー
- CD『君を求めて-1977年デビューリサイタル・ライヴ』（1977年3月30日録音、音楽之友社）[3]
- CD『アヴェ・マリア/人知れぬ涙』（1985年1月録音、音楽之友社）[3]
- DVD・ジョルダーノ『アンドレア・シェニエ』（ウィーン国立歌劇場、修道僧役、1981年4月30日収録、2017年9月6日発売、ドイツ・グラモフォン）[16]

## 伝記
- 日本人歌手ここに在り! －海外に雄飛した歌い手の先人たち 江本弘志著 2005/3/1 文芸社 ISBN 978-4835589220[17]

## 関連記事
国立国会図書館デジタルコレクションより。
- 音楽の友.39(3)(音楽之友社、1981-03)＜インタビュー＞リリック・テノールの新しい星 山路芳久
- 音楽の友.(音楽之友社、1985-01)[人]石井歓、安川加寿子、辻久子、山路芳久、コンソート・オブ・ミュージック、チック・コリア
- 音楽の友.(音楽之友社、1989-02)[TALKING NOW]F・アライサ＆山路芳久 連載/堀田正実 山路芳久さんが急逝/小山晃
- 音楽の友.47(3)(音楽之友社、1989-03)山路芳久さんの思い出/伊藤亘行、三善清達、松本美和子、西明美
- 音楽芸術.47(3)(音楽之友社、1989-03)纒綿と酔わせた美声の妙技 山路芳久氏を偲ぶ/三善清達
- レコード芸術.38(5)(音楽之友社、1989-05)＜カラー口絵＞山路芳久
- 音楽の友.47(7)(音楽之友社、1989-07)2つの追悼コンサート(芥川也寸志・山路芳久)
- みえ:県政だより.2003年(4月)(225)(三重県、2003-04-01)山路芳久メモリアル・コンサート三重が生んだ世界的名テノール歌手・山路芳久氏（津市出身）の没後15年記念演奏会。氏とゆかりの方々の歌声・演奏を、氏の懐かしい映像とともに贈る。
- 三重県立図書館 (三重県、2016-08)「山路芳久特集 - 第2弾 - 」県生涯学習センター27 平成27年9月27日みえミュージアムセミナー「時空街道を行く」県生涯学習センター 28 平成27年10月8日